# 江戸の手毬唄II
「江戸の手毬唄II」（えどのてまりうたツー）は、℃-uteのメジャー6枚目（通算10枚目）のシングル。2008年7月30日にzetimaから発売された。

## 概要
- 初回生産限定盤は差し替えジャケット8種つきCD、通常盤はCDのみである。また、初回生産限定盤、通常盤（初回仕様）ともイベント抽選シリアルナンバーカードが封入されている。
- 曲は当初、℃-uteと同じ所属事務所の五木ひろしの新曲用に制作されたが、プロデューサーのつんく♂が同曲に着目。「彼女たちに現代のおとぎ話として歌わせたい」として、五木に相談。五木の快諾を得て、オリジナルの歌詞を一部変更し、現代風にアレンジしたブギウギ風の曲として発売された[1]。そのため、タイトルに「II」と付けられているが、発売は本作が先行している（五木による「江戸の手毬歌」は約3か月後の同年10月22日発売）。

## 受賞
- 第50回日本レコード大賞
  - 優秀作品賞[2]

## 収録曲
1. 江戸の手毬唄II
作詞：吉岡治、作曲：宇崎竜童、編曲：川端良征
2. 「忘れたくない夏」
作詞・作曲：つんく、編曲：山崎淳
3. 江戸の手毬唄II (Instrumental)

## 参加ミュージシャン
江戸の手毬唄II
- プログラミング&ギター：川端良征

「忘れたくない夏」
- プログラミング&ギター：山崎淳
- コーラス：竹内浩明